# Іст-Каронделет (Іллінойс)
Іст-Каронделет (англ. East Carondelet) — селище (англ. village) в США, в окрузі Сент-Клер штату Іллінойс. Населення — 390 осіб (2020).

## Географія
Іст-Каронделет розташований за координатами 38°32′30″ пн. ш. 90°14′33″ зх. д. / 38.54167° пн. ш. 90.24250° зх. д. (38.541612, -90.242502).  За даними Бюро перепису населення США в 2010 році селище мало площу 4,33 км², з яких 3,13 км² — суходіл та 1,20 км² — водойми. В 2017 році площа становила 3,49 км², з яких 3,05 км² — суходіл та 0,44 км² — водойми.

## Демографія
Згідно з переписом 2010 року, у селищі мешкало 499 осіб у 177 домогосподарствах у складі 135 родин. Густота населення становила 115 осіб/км².  Було 202 помешкання (47/км²).
Расовий склад населення:
| - 86,8 % — білих - 9,4 % — чорних або афроамериканців - 0,4 % — азіатів |

До двох чи більше рас належало 2,8 %. Частка іспаномовних становила 2,6 % від усіх жителів.
За віковим діапазоном населення розподілялося таким чином: 25,9 % — особи молодші 18 років, 62,1 % — особи у віці 18—64 років, 12,0 % — особи у віці 65 років та старші. Медіана віку мешканця становила 39,8 року. На 100 осіб жіночої статі у селищі припадало 98,0 чоловіків;  на 100 жінок у віці від 18 років та старших — 94,7 чоловіків також старших 18 років.
Середній дохід на одне домашнє господарство  становив 52 277 доларів США (медіана — 39 688), а середній дохід на одну сім'ю — 55 349 доларів (медіана — 42 188). За межею бідності перебувало 25,9 % осіб, у тому числі 24,4 % дітей у віці до 18 років та 8,3 % осіб у віці 65 років та старших.
Цивільне працевлаштоване населення становило 226 осіб. Основні галузі зайнятості: роздрібна торгівля — 30,1 %, освіта, охорона здоров'я та соціальна допомога — 16,8 %, виробництво — 12,4 %, будівництво — 10,2 %.